# Morphologie agraire

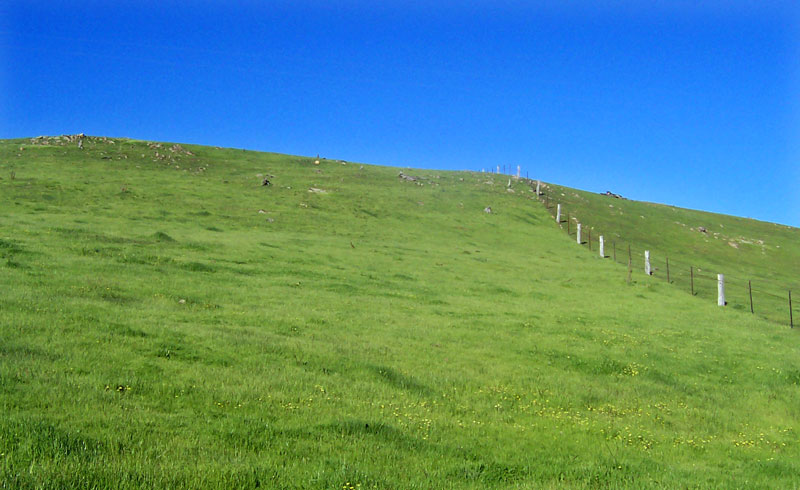
Un pré ou champ vert

La morphologie agraire correspond à la division du finage où se situent les parcelles cultivées, aussi appelées champs en langage courant.
L'aspect des parcelles, leur dessin, les chemins d'exploitation, la disposition des champs, la forme de la coupe des forêts, les pâturages forment les caractéristiques d'une morphologie agraire.
En pays d'openfield par exemple, les parcelles sont toutes taillées en lanières (rubanées) et sont groupées par leur direction, elles sont généralement disposées le long des nombreux chemins d'exploitation, organisés en étoile, qui desservent le village.
Les parcelles y sont appelées quartiers.